# 1-Tetrakozanol
Az 1-tetrakozanol szerves vegyület, 24 szénatomos zsíralkohol. Általában lignocerinsavból állítják elő.

## Fordítás
Ez a szócikk részben vagy egészben  a(z)   1-Tetracosanol című angol Wikipédia-szócikk ezen változatának fordításán alapul.  Az eredeti cikk szerkesztőit annak laptörténete sorolja fel. Ez a jelzés csupán a megfogalmazás eredetét és a szerzői jogokat jelzi, nem szolgál a cikkben szereplő információk forrásmegjelöléseként.